# イェッセ・ボッシュ
イェッセ・ボッシュ（イェシー、ジェシー・ボス、Jesse Bosch、2000年2月1日 - ）は、オランダ・デ・ルッテ出身のサッカー選手。ヴィレムII所属。ポジションはMF。

## 経歴
地元のSVデ・ラッテでサッカーを始め、2010年にFCトゥウェンテのユースアカデミーの加入した。
2019-20シーズン、このシーズンから定期的にトップチームの練習に参加し始め、2019年10月30日、KNVBカップ1回戦のデ・トレフェルス戦にて後半18分にリンドン・セラヒとの交代でトップチームデビューを果たした。また、この試合は中村敬斗の2ゴールで2-0と完封勝利している。
2022年7月28日、ヴィレムIIに2年契約で移籍した。